# 川村かおりのオールナイトニッポン
川村かおりのオールナイトニッポン（かわむらかおりのオールナイトニッポン）は、ニッポン放送制作の深夜放送、オールナイトニッポンで放送されていたラジオ番組。
1989年4月15日から1991年6月1日まで、土曜2部（毎週土曜日深夜27:00〜29:00）の枠でNRN系19局ネットで放送されていた（他の曜日のオールナイトニッポン第2部のネット局数は9局）。

## 概要
本番組のパーソナリティである歌手・川村カオリ（土曜2部担当当時は川村かおり名義で活動）の、毎週ハイテンションで時々キレそうなほどのノリ（当時FM802で音楽番組のレギュラーを持っていたことがあったが、こちらは本番組とは全然雰囲気が違っていたという）と、モスクワ生まれでロシア人とのハーフである川村の特性を生かした、ロシア語や当時のソビエト連邦についてわからない事などを教えるコーナーなどがあったのがこの番組の特徴。番組中、川村が発する「寝てんじゃねーぞー!」という叫びはリスナーにはお馴染みで、オープニングでは「弱冠18歳!」と叫ぶのが通例だった（後に誕生日を過ぎるたびに「弱冠19歳!」「弱冠20歳!」に変わった）。放送がはじまる第一声は、かならず、「やあやあやあ川村かおりです。松任谷由実さん、お疲れ様でした！」と言っていた（当時土曜1部を松任谷が担当していた）。このように時々高いトーンの声で絶叫するなどのテンションの高いトークは「無駄に明るいトイレの100ワット」とも言われた。
放送初期の頃は、「かおりは～」というふうに、自分自身の事を「かおり」と表現していたが、徐々にこの表現方法を使わなくなった。
本番組の生放送中に、電話で会話をしたリスナーに突如「今からこない?」と誘い、生放送にリスナーを招待したこともある。（その時に、かおりの事見てどう思った？と聞き、そのリスナーはかわいいですと答えた）
番組の中では大槻ケンヂがゲスト出演し、川村の高校の先輩であると自慢していたこともある。
最終回放送の日には当時のニッポン放送有楽町社屋前にファンらが集まり、「かおりコール」が起こったという伝説がある。また、所轄警察署からニッポン放送に（ファンが集まっていることについて）連絡が入ったと本番中に発言するとともに、雨の中集まったファンらを気遣っていた。
この日、長距離トラックの運転手と生放送中に電話で会話をした（なお、この運転手は、2009年4月4日の一夜限りの本番組の復活放送の際に、メールを川村カオリ本人に読んでもらったという、その運転手でもある）。また、最終回の放送の際に、やめる理由について「今まで築き上げてきたものを、いつでも捨てられる人でありたい」と述べ、そして以下のメッセージを残した。

### ソ連との交流
番組を通じてソ連との交流も行われ、ソ連大使館（現・ロシア大使館）においてバレーボールとサッカーの大会（1990年4月12日実施、同年4月14日放送）、バスケットボール大会（1990年10月10日実施、同年10月13日放送）とスポーツ大会が2回開催された。
1990年2月18日にはモスクワから生放送を行っている（時差が6時間あるため、モスクワ時間で21:00の放送開始）。この年に公開された、日本・ソビエト連邦合作の映画『オーロラの下で』の案内役を川村が務め、その関係でモスクワに“里帰り”することになったことからこの企画の実現となった。放送は、モスクワ市内のある日本企業が使う電話回線を借りて行われ、東京のニッポン放送のスタジオには放送作家の近沢氏が入り、川村が東京のスタジオに話しかける形で進められた。川村自ら、モスクワ市内のマクドナルドの前に並ぶ客に「欲しい物は何か」「恋愛と学業、どちらも両立できるか」などの質問を振ったり、当時のソ連のバンドブームなど、音楽などの話題を聞き、その収録テープを放送。この時川村は、通訳を介さずに現地の人たちと言葉を交わしていたために「日本語が全くなくなり、ロシア語だけが飛び交った」として、オールナイトニッポンとしては異色とも言われて　いた。またこの日、川村は「北海道とソ連は40kmしか離れてないんだよ」と放送の中で話しかけていた。
最終的には当時のミハイル・ゴルバチョフ書記長をゲストに招くのが目標だったという。これが実現すれば間違いなくラジオの歴史に残る快挙と言われていたが、結局実現しなかった。その後1991年4月に、当時の内閣総理大臣の海部俊樹に招待されるという形で、そのゴルバチョフとの晩餐会に川村が招待されていた。

## 主なコーナー

### ゴルバチョフへの手紙
モスクワについての話、リスナーからのソ連についての質問に答えていた他、現地のロシア人と電話をつなぎ、ソ連で話題になっていることや流行などを色々取材していた。ロシア人との取材中は時々ラジオから聞こえてくるのがロシア語だけ、というのも特徴的だった。リスナーからのはがき、手紙は実際にソ連大使館に持っていったりもしていた。

### 食はクリエイティブだ
鮭茶漬けでお茶の代わりにホットミルクをかける、キムチご飯にドンパッチ（食べるとパチパチと口の中で弾ける課粒状キャンディー）を乗せる、食パンの上にマヨネーズを適量乗せ、同量の砂糖と混ぜ合わせて食べるなど、リスナーから寄せられた変わった食べ物の組み合わせで色々試食をしていたコーナー。

### うそかまことかまゆつば伝説
リスナーから寄せられた、この話は嘘か本当かどうなのかと言われるような色々な噂や話題を、かつて日本テレビで放送されていた『テレビ三面記事 ウィークエンダー』風に紹介していた。話題によっては、2次的・3次的な続報が寄せられるなどの反響もあった。

### 真夜中のロシアンルーレット
出場希望の中から選ばれたリスナーの自宅に電話をつないで行っていたゲームコーナー。時間が不定期だったため、いつ電話が来るかわからなかったというのが特徴。

### あまつどん
川村が天津丼を『あまつどん』と読み間違えてしまったことがきっかけとなってスタート。身の周りのドジな人の揚げ足を取るような内容の投稿と、リスナーが中華料理店などでわざと天津丼を『あまつどん』と注文し店員の反応を報告する投稿で構成されたコーナーだった。

### 美川憲一のファンキー・ナウ
同性愛を扱ったコーナー。同性愛者であるリスナーからの体験談や、募集した同性愛者リスナー同士に電話でのお見合いの場を設ける（これは『パンチDEデート　ファンキー・ナウ』と名付けられたスペシャルコーナーとして数回行われ、何組かのカップルが誕生した）など、リスナーに同性愛者が身近な存在である事を知らしめたコーナーだと言える。
このコーナーが始まった当初は違う内容であったが、そのコーナー名から同性愛を扱った内容になっていった。
コーナー名に名前が使われていた美川憲一との関連性は無い。

### 役に立たない知恵袋
雑学（トリビア）的な知識を紹介するコーナー。知っていても何の役にも立たない知識を紹介した後、川村が「だから？」と問いかけてオチをつけていた。

### 日本フカシばなし
明らかに大ウソなネタを投稿するコーナー。中には川村や周辺人物をネタにしたものもあった。これらのネタに川村がいかにも事実のようにコメントした後、「って、こんな感じぃ？」とオチをつけていた。

## 復活特番
2009年4月4日に単発特番として「川村カオリのオールナイトニッポン」が放送された。オープニングでは、いきなり最終回の際のオープニングが少し流れた。しかし抗ガン剤の副作用のため川村本人は生出演することができず、メールへのコメントなどが自宅で収録され、番組内で放送された。自宅で収録した時に、愛娘に川村カオリのオールナイトニッポンと言ってと頼むが、かわいらしく断られてしまった。ニッポン放送のスタジオには放送作家の鈴木おさむが入り、パーソナリティのピンチヒッターを務めた。この日は、体調不良のため出演できなかったため、近いうちにもう一度、川村カオリの言葉でしゃべるオールナイトニッポンをやるとファンに約束した。
しかし2009年7月28日に川村が亡くなったため、それは叶わなかった。そして、その翌日の2009年7月29日に、再び鈴木おさむを迎えて緊急特別番組「追悼 川村カオリのためのオールナイトニッポン」を放送。この日は川村の曲のリクエストやリスナーからのメッセージ紹介の他、「寝てんじゃねーぞー!」など、これまでの音源の中から川村自身の声が合間に放送されていた。

## 放送されていた局
| - ニッポン放送 - STVラジオ - 青森放送 ※ - 岩手放送 ※ - 山形放送 ※ | - 新潟放送 - 信越放送 ※ - 福井放送 - 静岡放送 ※ - 中部日本放送 ※ | - KBS京都 - 和歌山放送 - 四国放送 ※ - 西日本放送 - 南海放送 ※ | - 高知放送 - KBCラジオ - 長崎放送 ※ - 熊本放送 ※ |

（※：当時、2部は土曜日のみ放送していた局）